# 1931年
1931年（1931 ねん）は、西暦（グレゴリオ暦）による、木曜日から始まる平年。昭和6年。

## 他の紀年法
- 干支：辛未
- 日本（月日は一致）
  - 昭和6年
  - 皇紀2591年
- 中国（月日は一致）
  - 中華民国20年
- 朝鮮（月日は一致）
  - 檀紀4264年
  - 主体20年
- 阮朝（ベトナム）
  - 保大5年11月13日 - 保大6年11月23日
- モンゴル人民共和国（月日は一致）
  - モンゴル人民共和国21年
- 仏滅紀元：2473年 - 2474年
- イスラム暦：1349年8月11日 - 1350年8月20日
- ユダヤ暦：5691年4月12日 - 5692年4月21日
- 修正ユリウス日(MJD)：26342 - 26706
- リリウス日(LD)：127183 - 127547

※檀紀は、大韓民国で1948年に法的根拠を与えられたが、1962年からは公式な場では使用されていない。

※主体暦は、朝鮮民主主義人民共和国で1997年に制定された。

## カレンダー
| 1月 |    |    |    |    |    |    |
| 日  | 月 | 火 | 水 | 木 | 金 | 土 |
|     |    |    |    | 1  | 2  | 3  |
| 4   | 5  | 6  | 7  | 8  | 9  | 10 |
| 11  | 12 | 13 | 14 | 15 | 16 | 17 |
| 18  | 19 | 20 | 21 | 22 | 23 | 24 |
| 25  | 26 | 27 | 28 | 29 | 30 | 31 |
|     |    |    |    |    |    |    |

| 2月 |    |    |    |    |    |    |
| 日  | 月 | 火 | 水 | 木 | 金 | 土 |
| 1   | 2  | 3  | 4  | 5  | 6  | 7  |
| 8   | 9  | 10 | 11 | 12 | 13 | 14 |
| 15  | 16 | 17 | 18 | 19 | 20 | 21 |
| 22  | 23 | 24 | 25 | 26 | 27 | 28 |
|     |    |    |    |    |    |    |

| 3月 |    |    |    |    |    |    |
| 日  | 月 | 火 | 水 | 木 | 金 | 土 |
| 1   | 2  | 3  | 4  | 5  | 6  | 7  |
| 8   | 9  | 10 | 11 | 12 | 13 | 14 |
| 15  | 16 | 17 | 18 | 19 | 20 | 21 |
| 22  | 23 | 24 | 25 | 26 | 27 | 28 |
| 29  | 30 | 31 |    |    |    |    |
|     |    |    |    |    |    |    |

| 4月 |    |    |    |    |    |    |
| 日  | 月 | 火 | 水 | 木 | 金 | 土 |
|     |    |    | 1  | 2  | 3  | 4  |
| 5   | 6  | 7  | 8  | 9  | 10 | 11 |
| 12  | 13 | 14 | 15 | 16 | 17 | 18 |
| 19  | 20 | 21 | 22 | 23 | 24 | 25 |
| 26  | 27 | 28 | 29 | 30 |    |    |
|     |    |    |    |    |    |    |

| 5月 |    |    |    |    |    |    |
| 日  | 月 | 火 | 水 | 木 | 金 | 土 |
|     |    |    |    |    | 1  | 2  |
| 3   | 4  | 5  | 6  | 7  | 8  | 9  |
| 10  | 11 | 12 | 13 | 14 | 15 | 16 |
| 17  | 18 | 19 | 20 | 21 | 22 | 23 |
| 24  | 25 | 26 | 27 | 28 | 29 | 30 |
| 31  |    |    |    |    |    |    |
|     |    |    |    |    |    |    |

| 6月 |    |    |    |    |    |    |
| 日  | 月 | 火 | 水 | 木 | 金 | 土 |
|     | 1  | 2  | 3  | 4  | 5  | 6  |
| 7   | 8  | 9  | 10 | 11 | 12 | 13 |
| 14  | 15 | 16 | 17 | 18 | 19 | 20 |
| 21  | 22 | 23 | 24 | 25 | 26 | 27 |
| 28  | 29 | 30 |    |    |    |    |
|     |    |    |    |    |    |    |

| 7月 |    |    |    |    |    |    |
| 日  | 月 | 火 | 水 | 木 | 金 | 土 |
|     |    |    | 1  | 2  | 3  | 4  |
| 5   | 6  | 7  | 8  | 9  | 10 | 11 |
| 12  | 13 | 14 | 15 | 16 | 17 | 18 |
| 19  | 20 | 21 | 22 | 23 | 24 | 25 |
| 26  | 27 | 28 | 29 | 30 | 31 |    |
|     |    |    |    |    |    |    |

| 8月 |    |    |    |    |    |    |
| 日  | 月 | 火 | 水 | 木 | 金 | 土 |
|     |    |    |    |    |    | 1  |
| 2   | 3  | 4  | 5  | 6  | 7  | 8  |
| 9   | 10 | 11 | 12 | 13 | 14 | 15 |
| 16  | 17 | 18 | 19 | 20 | 21 | 22 |
| 23  | 24 | 25 | 26 | 27 | 28 | 29 |
| 30  | 31 |    |    |    |    |    |
|     |    |    |    |    |    |    |

| 9月 |    |    |    |    |    |    |
| 日  | 月 | 火 | 水 | 木 | 金 | 土 |
|     |    | 1  | 2  | 3  | 4  | 5  |
| 6   | 7  | 8  | 9  | 10 | 11 | 12 |
| 13  | 14 | 15 | 16 | 17 | 18 | 19 |
| 20  | 21 | 22 | 23 | 24 | 25 | 26 |
| 27  | 28 | 29 | 30 |    |    |    |
|     |    |    |    |    |    |    |

| 10月 |    |    |    |    |    |    |
| 日   | 月 | 火 | 水 | 木 | 金 | 土 |
|      |    |    |    | 1  | 2  | 3  |
| 4    | 5  | 6  | 7  | 8  | 9  | 10 |
| 11   | 12 | 13 | 14 | 15 | 16 | 17 |
| 18   | 19 | 20 | 21 | 22 | 23 | 24 |
| 25   | 26 | 27 | 28 | 29 | 30 | 31 |
|      |    |    |    |    |    |    |

| 11月 |    |    |    |    |    |    |
| 日   | 月 | 火 | 水 | 木 | 金 | 土 |
| 1    | 2  | 3  | 4  | 5  | 6  | 7  |
| 8    | 9  | 10 | 11 | 12 | 13 | 14 |
| 15   | 16 | 17 | 18 | 19 | 20 | 21 |
| 22   | 23 | 24 | 25 | 26 | 27 | 28 |
| 29   | 30 |    |    |    |    |    |
|      |    |    |    |    |    |    |

| 12月 |    |    |    |    |    |    |
| 日   | 月 | 火 | 水 | 木 | 金 | 土 |
|      |    | 1  | 2  | 3  | 4  | 5  |
| 6    | 7  | 8  | 9  | 10 | 11 | 12 |
| 13   | 14 | 15 | 16 | 17 | 18 | 19 |
| 20   | 21 | 22 | 23 | 24 | 25 | 26 |
| 27   | 28 | 29 | 30 | 31 |    |    |
|      |    |    |    |    |    |    |

## できごと

### 1月
- 1月1日 - 二代目市川猿之助らが松竹を脱退し春秋座を再建、旗揚げ公演（市村座）
- 1月12日 - 山陽本線河内駅を通過の上り急行列車が椋梨川鉄橋から川に転落、7名死亡。
- 1月15日 - 台北放送局 (JFAK) 放送開始。
- 1月16日 - 霧社事件の引責により台湾総督石塚英蔵が退任。
- 1月22日 - 霞ヶ関離宮の払下げが決まる（現・国会議事堂前庭）。
- 1月27日 - 全日本学生庭球連盟発足。
- マックス・ホルクハイマーが、フランクフルト社会研究所所長に任命さる。
- 「少年倶楽部」で田河水泡の漫画『のらくろ』連載開始。連載はちょうど50年に及んだ[1]。
- 東京府下で引き続きインフルエンザが蔓延。1月中の罹病者約80万人[2]。

### 2月
- 2月1日 - 三等寝台車を新設（東海道線 東京-神戸間）
- 2月3日 - ホークス・ベイ地震が発生。ニュージーランド史上最悪の被害。
- 2月11日 - 三菱重工設立（三菱造船より改名）
- 2月14日 - 三菱石油（現・ENEOS）設立
- 2月21日 - 宇宙旅行協会がドイツのデッサウ近郊で、ヨーロッパで最初の液体燃料ロケットを打ち上げる。[3]
- 2月28日 - 婦人公民権案を衆議院で可決（3月24日に貴族院で否決）

### 3月
- 3月3日 - 米国で「星条旗 (The Star-Spangled Banner)」が国歌に採用
- 3月6日
  - 三重県上空で日本空輸旅客機から乗客1人が飛び降り（日本初の飛降り自殺）。
  - パラシュートガール宮森美代子が千葉県津田沼で降下し大人気
- 3月7日 - 全国農民組合第4回大会で左右両派が激突し左派多数が検挙され右派が役員を独占する（全農分裂）。
- 3月10日 - 金杉惇郎・長岡輝子らテアトル・コメディ結成第一回公演
- 3月14日 - 全国産業博覧会開催（浜松市）
- 3月19日 - 米国ネバダ州がギャンブルを合法化する。
- 3月20日 - 政治結社「桜会」によるクーデターの計画が発覚（三月事件）。
- イネの画期的な交配種、水稲農林1号の育成成功。

### 4月
- 4月1日
  - 中央本線新宿 - 甲府間電化完成
  - 重要産業統制法公布
- 4月6日 - NHKラジオ第2放送が開局。
- 4月14日
  - 第2次若槻内閣成立
  - スペイン国王アルフォンソ13世が亡命し、スペイン第二共和政成立。
- 4月15日 - 橘孝三郎、愛郷塾を設立
- 4月18日 - 直良信夫が明石市で化石人骨を発見（明石原人）
- 4月25日 - 東京音楽学校に作曲科設置
- 「オール讀物」（文藝春秋）が創刊。

### 5月
- 5月1日
  - 鉄道省、小型コンテナ試用開始。
  - ニューヨークでエンパイア・ステート・ビルディング完成。
  - 大阪帝国大学設置。
- 5月3日 - 北関東・東北に霜害。熊谷の最低気温零下4℃
- 5月7日 - 石川県山中温泉で大火。740戸焼失。
- 5月13日 - 新潟県白根町（→白根市→現新潟市南区）で大火。402戸焼失，死傷者五十余人。
- 5月20日 - 国際ヘーゲル連盟日本支部「ヘーゲルとヘーゲル主義」。
- 5月25日 - 浅草雷門駅（現・浅草駅） - 業平橋駅（現・とうきょうスカイツリー駅）間開業。
- 5月27日 - 第2次若槻内閣が「官吏減俸令」公布（6月1日施行）。

### 6月
- 6月8日 - 御茶ノ水橋完成
- 6月13日 - 神宮球場で早稲田大学第六応援歌「紺碧の空」（住治男作詞・古関裕而作曲）を初めて演奏
- 6月17日
  - 朝鮮総督に宇垣一成を任命・親任式
  - 関東で強震。横浜全市が停電、暗黒の街となる
- 6月22日 - 日本航空輸送旅客機が福岡県山中に墜落し3名死亡（初の旅客機事故）
- 6月27日 - 中村大尉事件。北満視察中の中村震太郎大尉が中国兵に殺害される
- 6月30日 - 戸塚球場で早稲田式テレビジョンによる野球実況中継に成功

### 7月
- 7月2日 - 万宝山事件
- 7月3日 - 朝鮮排華事件
- 7月15日 - エチオピア1931年憲法制定

### 8月
- 8月1日 - 八十二銀行設立（第十九銀行と六十三銀行が合併）
- 8月10日 - 鎌倉御用邸廃止
- 8月13日 - 21日、第17回全国中等学校優勝野球大会
- 8月25日 - 
  - 羽田飛行場（後の東京国際空港）開港
  - 中国（中華民国）江蘇省内の京杭大運河で氾濫が発生、溺死者は数万から数十万。
    - これを含め、7月から11月にかけて長江や淮河などの各河川で続発した一連の1931年中国大洪水は死者が14万人から400万人まで推測され、人類史上最多の自然災害犠牲者を出したとされる。

  - イギリスでマクドナルド挙国一致内閣成立
- 8月31日 - 
  - 青年日本号が最終目的地ローマに到着。日本初の学生訪欧飛行を達成。
  - チリで艦隊の反乱が起こる。

### 9月
- 9月1日 - 清水トンネル開通により上越線全通（上野-新潟間が7時間10分に短縮）
- 9月15日 - イギリス海軍大西洋艦隊の水兵が、給与削減に抗議してストライキを起こす。（インヴァーゴードン反乱）
- 9月18日 - 柳条湖事件（満州事変勃発）
- 9月21日 - 林銑十郎による独断越境進撃
- 9月21日 - 西埼玉地震が発生。

### 10月
- 10月1日 - 国立公園法施行
- 10月17日 - 錦旗革命事件。橋本欣五郎中佐（桜会）らによる軍部内閣樹立クーデター発覚・拘禁
- 宇野弘蔵と山田盛太郎「資本論体系」。

### 11月
- 11月1日 - 松屋浅草店開業
- 11月2日 - 東京科学博物館開館式
- 11月5日 - エチオピア帝国から使節団（団長ヘルイ・ウォルデ・セラシエ）が初来日
- 11月7日 - 大阪城天守閣再建（地上で現存する世界最古の鉄骨鉄筋コンクリート造建物）、大阪城公園開園
- 11月25日 - 大百科事典（平凡社）刊行
- 11月27日 - 中華ソビエト共和国臨時政府樹立

### 12月
- 12月5日 - ソ連共産党政治局の指令によりモスクワの救世主ハリストス大聖堂が爆破解体される。
- 12月6日 - 岡倉天心銅像除幕式（東京美術学校前庭）
- 12月11日 - 安達内相が辞任勧告を拒否。内閣不統一により第2次若槻内閣総辞職
- 12月11日 - 英国議会がウェストミンスター憲章を発表。
- 12月13日
  - 犬養毅内閣成立
  - 金輸出再禁止令公布施行
- 12月15日 - 中島飛行機株式会社設立
- 12月16日 - 東京浅草オペラ館開場。エノケンが旗揚公演
- 12月23日 - 第60議会召集。
- 12月25日 - 東京中央郵便局完成
- 12月31日 - ムーランルージュ新宿座開場

## 芸術・文化・ファッション
1931年の映画
- M（監督：フリッツ・ラング）
- 自由を我等に（監督：ルネ・クレール）
- フランケンシュタイン（監督：ジェイムズ・ホエール）
- 街の灯（監督：チャールズ・チャップリン）
- 侍ニッポン（監督：伊藤大輔）
- 東京の合唱（監督：小津安二郎）
- 番場の忠太郎　瞼の母（監督：稲垣浩）
- マダムと女房（監督：五所平之助）。日本初の本格的なトーキー映画。

1931年の演劇
- 一本刀土俵入（長谷川伸の戯曲）

1931年の流行語
- いやじゃありませんか
- 生命線（松岡洋右代議士）
- 電光石火
- テクシー
- メンタルテスト
- アメション
- 非常時

1931年の世相
- 秋、東北・北海道の冷害・凶作が深刻化。農家の娘の身売りが急増する。
- 冬、北海道札幌市（苗穂駅）にて、廃客車を利用して失業者や浮浪者を収容する無料宿泊所、通称ルンペン列車が開設される（-1937年3月まで）。

## 誕生

### 1月
- 1月1日 - 池田吉夫、プロ野球選手
- 1月2日 - 海部俊樹、第76・77代内閣総理大臣（+ 2022年）
- 1月3日 - 道場六三郎、和食料理家
- 1月6日 - 八千草薫、女優（+ 2019年[4][5][6]）
- 1月6日 - 福嶋一雄、野球選手（+ 2020年)
- 1月6日 - 荒岡昭、プロ野球選手
- 1月7日 - 三好徹、作家（+ 2021年）
- 1月10日 - 井上安雄、プロ野球選手（+ 2014年）
- 1月10日 - アレックス・ボレイン、南アフリカ共和国真実和解委員会副委員長（+ 2018年）
- 1月11日 - 田口富久治、政治学者（+ 2022年）
- 1月12日 - 大海赫 - 作家、イラストレーター
- 1月12日 - 清水一行、小説家（+ 2010年）
- 1月15日 - 瀧島未香、フィットネスインストラクター
- 1月17日 - ドン・ジマー、元プロ野球選手（+ 2014年）
- 1月19日 - 明石康、元国連事務次長
- 1月20日 - 近石真介、声優・俳優（+ 2022年）
- 1月20日 - 内藤博文、元プロ野球選手（+ 2013年）
- 1月20日 - 中村八大、作曲家・ジャズピアニスト（+ 1992年）
- 1月20日 - 有吉佐和子、小説家・劇作家・演出家（+ 1984年）
- 1月21日 - 久我美子、女優（+ 2024年）
- 1月21日 - 杉本秀太郎、フランス文学者、国際日本文化研究センター名誉教授（+ 2015年）
- 1月21日 - 小瀬格、俳優（+ 1995年）
- 1月24日 - 梶本淑子、被爆者
- 1月26日 - 後藤英一、物理学者（+ 2005年）
- 1月28日 - 小松左京、SF作家（+ 2011年）
- 1月28日 - 野崎眞一、作曲家（+ 2014年）
- 1月28日 - 須田寛、実業家（+ 2024年）
- 1月29日 - ジム・バーマ、元プロ野球選手（+ 1996年）
- 1月29日 - 大村高史、プロ野球選手
- 1月31日 - アーニー・バンクス、メジャーリーガー（+ 2015年[7]）

### 2月
- 2月1日 - ボリス・エリツィン、ロシア初代大統領（+2007年）
- 2月2日 - 若ノ海周治、大相撲力士・元小結（+ 1999年）
- 2月3日 - 雨宮敬子、彫刻家（+ 2019年)
- 2月4日 - 漣健児（草野昌一）、訳詞家、シンコーミュージック・エンタテイメント会長（+ 2005年）
- 2月6日 - 種田訓久、プロ野球選手（+ 2014年）
- 2月7日 - ピエール・シャンボン、生物学者
- 2月8日 - ジェームズ・ディーン、俳優（+ 1955年）
- 2月9日 - ロバート・モリス、現代美術家 (+ 2018年)
- 2月9日 - ヨゼフ・マソプスト、元サッカー選手（+ 2015年）
- 2月9日 - トーマス・ベルンハルト、小説家・劇作家（+ 1989年）
- 2月11日 - 小林武史、ヴァイオリニスト
- 2月11日 - ライオネル・バティスト、シンガー/ドラマー（+ 2012年）
- 2月13日 - 藤江清志、プロ野球選手
- 2月13日 - 時錦恒則、大相撲力士（+ 1991年）
- 2月15日 - 黒田清、新聞記者・ジャーナリスト（+ 2000年）
- 2月15日 - 和田弘、歌手（+ 2004年）
- 2月16日 - 大岡信、詩人・評論家（+ 2017年）
- 2月16日 - 高倉健、俳優（+ 2014年）
- 2月17日 - 大谷羊太郎、小説家・推理作家（+ 2022年）
- 2月24日 - 池野成、作曲家（+ 2004年）
- 2月24日 - 日下武史、俳優（+ 2017年）
- 2月26日 - 岡本伊三美、元プロ野球選手
- 2月27日 - 村上泰亮、経済学者・評論家（+ 1993年）
- 2月27日 - 白石かずこ、詩人
- 2月28日 - 木下亮、映画監督

### 3月
- 3月1日 - 常盤新平、作家・翻訳家（+ 2013年）
- 3月2日 - ミハイル・ゴルバチョフ、元ソビエト連邦書記長 (+ 2022年)
- 3月2日 - 藤木悠、俳優（+ 2005年）
- 3月3日 - ヴェルナー・ハース、ピアニスト（+ 1976年）
- 3月4日 - 天知茂、俳優（+ 1985年）
- 3月5日 - 大津守、元プロ野球選手（+ 2007年）
- 3月5日 - 本山剛、銀行家（+ 2001年）
- 3月6日 - 全斗煥、軍人・政治家、韓国第11・12代大統領（+ 2021年）
- 3月6日 - 砂澤ビッキ、彫刻家（+ 1989年）
- 3月7日 - 井上洋介、絵本作家・イラストレーター（+ 2016年）
- 3月7日 - 池田厚子（順宮厚子内親王）(命名13日)、元皇族、伊勢神宮前祭主
- 3月9日 - 篠田正浩、映画監督（+ 2025年）
- 3月11日 - ルパート・マードック、実業家、ニューズ・コープ会長兼CEO
- 3月13日 - 篠田守男、彫刻家
- 3月16日 - 三浦哲郎、小説家（+ 2010年）
- 3月18日 - 宮川泰、作曲家（+ 2006年）
- 3月18日 - 小池朝雄、俳優・声優（+ 1985年）
- 3月19日 - エッマ・アンドリエーヴシカ、詩人・作家・画家
- 3月21日 - 豊登道春、元プロレスラー（＋1998年）
- 3月23日 - ヴィクトール・コルチノイ、チェスプレーヤー（＋2016年）
- 3月23日 - 戸川昌子、推理作家・歌手（+ 2016年）
- 3月27日 - 今西正男、俳優・声優（+ 2000年）
- 3月27日 - 松平頼暁、現代音楽の作曲家・立教大学名誉教授（+ 2023年）
- 3月27日 - 三好京三、小説家（+ 2007年)
- 3月27日 - デビッド・ジャンセン、俳優（＋1980年）
- 3月31日 - 柏木敏夫、プロ野球審判員（+ 2003年）

### 4月
- 4月1日 - 山本善之助、写真家（+ 2001年）
- 4月1日 - 吉田直哉、演出家（+ 2008年）
- 4月6日 - 長谷川清、撮影監督
- 4月9日 - 広中平祐、数学者
- 4月11日 - すぎやまこういち、作曲家（+ 2021年）
- 4月15日 - 戴国煇、農学者・作家（+ 2001年）
- 4月16日 - 団鬼六、作家・脚本家・演出家（+ 2011年）
- 4月17日 - 滝口順平、声優・ナレーター（+ 2011年）
- 4月18日 - 荒木浩、元東京電力社長（+ 2021年）
- 4月18日 - 犬養智子、評論家（+ 2016年）
- 4月18日 - ダン・オルヴェウス、心理学者、いじめ研究の第一人者（+ 2020年)
- 4月19日 - フレデリック・ブルックス、技術者
- 4月20日 - カールトン半田、元プロ野球選手
- 4月20日 - 戸塚睦夫、喜劇役者、（てんぷくトリオ）（+ 1973年）
- 4月23日 - 円谷一、演出家・プロデューサー（+ 1973年）
- 4月26日 - 荻原隆、プロ野球選手
- 4月27日 - イーゴリ・オイストラフ、ヴァイオリニスト（+ 2021年）
- 4月27日 - 矢田稔、声優

### 5月
- 5月1日 - あずさ欣平、俳優・声優（+ 1997年）
- 5月3日 - 本多逸郎、元プロ野球選手（+ 2005年）
- 5月6日 - ウィリー・メイズ、元メジャーリーグベースボールの選手（+ 2024年）
- 5月10日 - 永井一郎、俳優・声優（+ 2014年[8]）
- 5月11日 - 山折哲雄、宗教学者・評論家
- 5月13日 - ジム・ジョーンズ、人民寺院教祖　（+ 1978年）
- 5月15日 - 宮崎恭子、演出家・脚本家・女優（+ 1996年）
- 5月16日 - アリーナ・フルザーノワ、フィギュアスケート選手（+ 2015年）
- 5月17日 - ジャッキー・マクリーン、ジャズサックス奏者（+ 2006年）
- 5月17日 - マーシャル・アップルホワイト、ヘヴンズ・ゲート教祖（+ 1997年）
- 5月20日 - 猪谷千春、スキー選手
- 5月20日 - ケン・ボイヤー、メジャーリーガー（+ 1982年）
- 5月22日 - 御木本伸介、俳優（+ 2002年）
- 5月25日 - ジム・マーシャル、元プロ野球選手
- 5月26日 - 関登美雄、俳優
- 5月29日 - 芦屋雁之助、俳優・脚本家・演出家（+ 2004年）

### 6月
- 6月1日 - 有本義明、スポーツライター、プロ野球監督
- 6月1日 - 飯塚幸三、計量学者（+ 2024年）
- 6月3日 - ラウル・カストロ、元キューバ最高指導者
- 6月5日 - ジャック・ドゥミ、映画監督・脚本家（+ 1990年）
- 6月7日 - オコト・ビテック、作家・詩人・社会学者・サッカー選手（+ 1980年）
- 6月7日 - ヴァージニア・マッケンナ、女優
- 6月7日 - 川尻徹、精神科医、予言研究家　（+ 1993年）
- 6月9日 - 北川米彦、声優
- 6月20日 - 岡田功、元プロ野球選手、元審判
- 6月20日 - ジェームズ・トールカン、俳優
- 6月23日 - 二葉百合子、演歌歌手・浪曲師
- 6月23日 - カール・スプーナー、メジャーリーガー（+ 1984年）
- 6月25日 - 松原英多、医学博士・日本東洋医学界専門医（+ 2022年）
- 6月26日 - コリン・ウィルソン、小説家（+ 2013年）
- 6月27日 - マルティヌス・フェルトマン、物理学者（+ 2021年）

### 7月
- 7月1日 - 椙本勝、元プロ野球選手
- 7月4日 - セバスチアン・ジャプリゾ、作家（+ 2003年）
- 7月7日 - デイヴィッド・エディングス、ファンタジー小説家（+ 2009年）
- 7月7日 - 小川英雄、プロ野球選手（+ 没年不詳）
- 7月10日 - 来宮良子、声優（+ 2013年）
- 7月10日 - ニック・アダムス、俳優（+ 1968年）
- 7月10日 - 三船正俊、元プロ野球選手（+ 2012年）
- 7月12日 - 木内幸男、高校野球指導者 (+ 2020年)
- 7月12日 - 築地容子、歌手（+ 2013年）
- 7月15日 - 深田祐介、作家（+ 2014年）
- 7月19日 - 水野晴郎、映画評論家、映画監督（+ 2008年）
- 7月20日 - 山中恒、児童文学作家
- 7月20日 - 穂積隆信、俳優・声優（+ 2018年[9][10][11]）
- 7月21日 - 二見忠男、声優（+ 1994年）
- 7月23日 - ジョー・スタンカ、元プロ野球選手（+ 2018年）
- 7月23日 - 磯崎新、建築家（+ 2022年）
- 7月25日 - 富澤宏哉、プロ野球審判員
- 7月26日 - 小野喬、元体操競技選手
- 7月26日 - 石鉢勝美、プロ野球選手
- 7月27日 - 渡辺礼次郎、元プロ野球選手
- 7月27日 - 吉武輝子、作家・評論家（+ 2012年）
- 7月29日 - 高橋稔、脚本家

### 8月
- 8月1日 - 若原一郎、歌手（+ 1990年）
- 8月2日 - 栗山尚一、日本の外交官、元外務事務次官、元在アメリカ合衆国特命全権大使（+ 2015年）
- 8月4日 - 石垣一夫、元プロ野球選手（+ 2004年）
- 8月4日 - 寺田ヒロオ、漫画家（+ 1992年）
- 8月5日 - 木坂順一郎、政治学者・歴史家
- 8月6日 - 種田弘、元プロ野球選手 (+ 2018年)
- 8月6日 - 山下健、元プロ野球選手（+ 2006年）
- 8月6日 - 奈良不二也、プロ野球選手（+ 1987年）
- 8月7日 - 藤田元司、元プロ野球選手（+ 2006年）
- 8月8日 - ロジャー・ペンローズ、数理物理学者
- 8月10日 - 佐藤孝夫、元プロ野球選手（+ 2005年）
- 8月10日 - 小池清、元毎日放送アナウンサー（+ 2012年）
- 8月13日 - 千葉耕市、俳優・声優・音響監督（+ 2001年）
- 8月13日 - あまんきみこ、児童文学作家
- 8月13日 - 保坂幸永、プロ野球選手
- 8月17日 - 柳原良平、イラストレーター・アニメーション作家・エッセイスト（+ 2015年)
- 8月20日 - ドン・キング、ボクシングプロモーター
- 8月20日 - 山口昌男、文化人類学者（+ 2013年）
- 8月26日 - 太田正男、プロ野球審判員（+ 1992年）
- 8月29日 - 市川雷蔵、俳優（+ 1969年)
- 8月30日 - 八奈見乗児、俳優・声優（+ 2021年）
- 8月31日 - 高橋和巳、小説家・中国文学者（+ 1971年）
- 8月31日 - ジャン・ベリヴォー、アイスホッケー選手（+ 2014年[12]）

### 9月
- 9月1日 - 徳永喜久夫、元プロ野球選手
- 9月3日 - 小林恭治、声優（+ 2007年）
- 9月4日 - 寺島幹夫、声優（+ 2008年）
- 9月6日 - 勝井三雄、グラフィックデザイナー（+ 2019年）
- 9月7日 - 宮本一三、元衆議院議員（+ 2016年[13]）
- 9月13日 - 山田洋次、映画監督
- 9月15日 - 奥谷喬司、日本の動物学者（+ 2025年）
- 9月17日 - 曽野綾子、小説家（+ 2025年）
- 9月17日 - 杉浦範茂、イラストレーター、グラフィックデザイナー
- 9月19日 - 高橋輝、元プロ野球選手（+ 1992年）
- 9月21日 - 真鍋淑郎、地球科学者・ノーベル物理学賞受賞者
- 9月22日 - 貞永方久、映画監督（+ 2011年）
- 9月22日 - 神谷定男、プロ野球選手（+ 2016年）
- 9月22日 - エルンスト・デグナー、オートバイレーサー（+ 1983年）
- 9月24日 - マイケル・クレスニック、元プロ野球選手（+ 2011年）
- 9月28日 - 森谷司郎、映画監督（+ 1984年）
- 9月29日 - 井出孫六、小説家・ルポライター（+ 2020年[14]）

### 10月
- 10月1日 - シルヴァーノ・ブッソッティ、芸術家（+ 2021年）
- 10月1日 - 大里晴信、プロ野球審判員（+ 2019年）
- 10月4日 - 松浦玲、歴史学者
- 10月7日 - デズモンド・ムピロ・ツツ、ケープタウン大主教・ノーベル平和賞受賞者・人権活動家（+ 2021年）
- 10月7日 - 平木隆三、元サッカー選手、サッカー指導者（+ 2009年）
- 10月8日 - 浜崎勝、プロ野球選手
- 10月11日 - 新居一仁、プロ野球選手
- 10月12日 - オーレ＝ヨハン・ダール、計算機科学研究者（+ 2002年）
- 10月13日 - エディ・マシューズ、メジャーリーガー（+ 2001年）
- 10月13日 - 桝重正、プロ野球選手（+ 2013年[15]）
- 10月13日 - レイモン・コパ、元サッカー選手（+ 2017年）
- 10月15日 - 長谷部稔、元プロ野球選手
- 10月16日 - 立川雅美、安田信託銀行（現・みずほ信託銀行）元社長（+ 2019年）
- 10月18日 - 寺内小春、作家・脚本家（+ 2010年）
- 10月19日 - ジョン・ル・カレ、小説家（+ 2020年）
- 10月20日 - 田中東雨、書家（+ 2017年）
- 10月20日 - ミッキー・マントル、元メジャーリーグベースボールの選手（+ 1995年）
- 10月21日 - 福田善之、劇作家・脚本家
- 10月22日 - 林光、作曲家（+ 2012年）
- 10月23日 - ジャニー喜多川、実業家・芸能プロモーター・ジャニーズ事務所代表取締役社長（+ 2019年）
- 10月23日 - ウィリアム・パトリック・クラーク、第44代アメリカ合衆国内務長官（+ 2013年）
- 10月23日 - ジム・バニング、メジャーリーガー（+ 2017年）
- 10月24日 - 宇津井健、俳優（+ 2014年）
- 10月25日 - 富島健夫、小説家（+ 1998年）
- 10月25日 - 岡村喬生、オペラ歌手、俳優（+ 2021年）
- 10月25日 - アニー・ジラルド、女優（+ 2011年）
- 10月26日 - 山田重雄、バレーボール指導者（+ 1998年）
- 10月29日 - 戸口天従、元プロ野球選手
- 10月30日 - ミルコ・ボボツォフ、チェス選手（+ 2000年）
- 10月31日 - 山田康之、農学者（+ 2021年）

### 11月
- 11月1日 - いかりや長介、お笑いタレント・ザ・ドリフターズリーダー（+ 2004年）
- 11月1日 - 大村崑、俳優・コメディアン
- 11月1日 - 菊池俊輔、作曲家（+ 2021年）
- 11月2日 - ノーマン・ミネタ、アメリカ合衆国の運輸長官（+ 2022年）
- 11月2日 - 小森光生、元プロ野球選手
- 11月3日 - 松永怜一、アマチュア野球指導者（+ 2022年）
- 11月3日 - 岡本好古、作家（+ 2018年）
- 11月5日 - 赤瀬川隼、小説家（+ 2015年）
- 11月6日 - マイク・ニコルズ、映画監督（+ 2014年）
- 11月8日 - 川村たかし、児童文学作家（+ 2010年）
- 11月8日 - ジョージ・マチューナス、現代美術家（+ 1978年）
- 11月9日 - 白石一郎、小説家（+ 2004年）
- 11月9日 - ホワイティ・ハーゾグ、メジャーリーガー、監督
- 11月22日 - 神山卓三、声優（+ 2004年）
- 11月26日 - ヨーゼフ・シヴォー、ヴァイオリニスト（+ 2007年）
- 11月29日 - 勝新太郎、俳優（+ 1997年）
- 11月29日 - 武内和男、プロ野球選手

### 12月
- 12月5日 - 香川京子、女優
- 12月7日 - ジェームズ・グローガン、フィギュアスケート選手（+2000年）
- 12月8日 - 杉浦直樹、俳優（+ 2011年）
- 12月9日 - 岩下守道、元プロ野球選手（+ 2015年）
- 12月11日 - ベニー・スペルマン、アメリカ合衆国の歌手（+ 2011年）
- 12月11日 - 山本富士子、女優
- 12月13日 - 城達也、俳優・声優（+ 1995年）
- 12月15日 - 谷川俊太郎、詩人（+ 2024年）
- 12月18日 - 北村弘一、俳優・声優（+ 2007年）
- 12月22日 - 野村浩三、俳優（+ 2010年）
- 12月23日 - マリア・ティーポ、ピアニスト
- 12月26日 - 西條孝之介、テナー・サックス奏者
- 12月31日 - 四代目坂田藤十郎、歌舞伎役者（+ 2020年[16]）

### 日付不明
- 西山太吉 - ジャーナリスト、西山事件で知られる（+ 2023年）

## 死去
- 1月1日 - 8代目朝寝坊むらく、落語家（* 1882年）
- 1月4日 - ロジャー・コナー、メジャーリーガー（* 1857年）
- 1月10日 - 高島北海、日本画家（* 1850年）
- 1月14日 - ハーディ・リチャードソン、メジャーリーガー（* 1855年）
- 1月19日 - 森道伯、漢方一貫堂医学の創始者（* 1867年）
- 1月26日 - アンナ・パヴロワ、バレリーナ（* 1881年）
- 1月27日 - 西ノ海嘉治郎、大相撲第25代横綱（* 1880年）
- 2月11日 - チャールズ・アルジャーノン・パーソンズ、技術者（* 1854年）
- 2月12日 - 飯沼貞吉、白虎隊士（* 1854年）
- 2月13日 - 小出楢重、画家（* 1887年）
- 2月26日 - オットー・ヴァラッハ、化学者（* 1847年）
- 3月1日 - 佐野文夫、共産主義者・第二次共産党幹部（* 1892年）
- 3月7日 - テオ・ファン・ドースブルフ、画家（* 1883年）
- 3月11日 - F・W・ムルナウ、映画監督（* 1888年）
- 3月20日 - ヘルマン・ミュラー、ドイツ国首相（* 1876年）
- 3月29日 - 鈴木三郎助、実業家・味の素創業者（* 1868年）
- 4月4日 - アンドレ・ミシュラン (en:André Michelin)、ミシュランタイヤ創業者（* 1853年）
- 4月4日 - ジョージ・ホワイトフィールド・チャドウィック、作曲家（* 1854年）
- 4月8日 - エリク・アクセル・カールフェルト、詩人（* 1864年）
- 4月10日 - ハリール・ジブラーン、詩人（* 1883年）
- 4月26日 - ジョージ・ハーバート・ミード、社会心理学者（* 1863年）
- 5月7日 - アクセリ・ガッレン＝カッレラ、画家（* 1865年）
- 5月9日 - アルバート・マイケルソン、物理学者（* 1852年）
- 5月12日 - ウジェーヌ・イザイ、ヴァイオリニスト・作曲家（* 1858年）
- 5月12日 - 横山勝太郎、政治家（* 1877年）
- 5月14日 - デーヴィッド・ベラスコ、劇作家（* 1853年）
- 5月14日 - ヴィクトル・ダイク、作家（* 1877年）
- 5月15日 - エドウィン・ダン、お雇い外国人の畜産学者（* 1848年）
- 5月24日 - 久米民之助、技術者・実業家（* 1861年）
- 5月27日 - アーノルド・ベネット、小説家・劇作家・評論家（* 1867年）
- 6月4日 - フサイン・イブン・アリー、マッカのシャリーフ（* 1853年）
- 6月9日 - ウィリアム・デニング、天文学者（* 1848年）
- 6月13日 - 北里柴三郎、医学者（* 1853年）
- 6月13日 - サンティアゴ・ルシニョール、画家（* 1861年）
- 6月15日 - 平林初之輔、小説家（* 1892年）
- 6月18日 - 矢野龍渓、ジャーナリスト・著作家（* 1850年）
- 6月22日 - アルマン・ファリエール (en:Armand Fallières)、フランス第三共和政第8代大統領（* 1841年）
- 6月23日 - 湯浅一郎、画家（* 1869年）
- 6月26日 - 山川健次郎、教育者（* 1854年）
- 7月12日 - ナータン・セーデルブロム、ウプサラ大司教（* 1866年）
- 7月18日 - 木村鷹太郎、歴史学者、文学者（* 1870年）
- 7月20日 - ハーバート・バデリー、テニス選手（* 1872年）
- 7月28日 - エミール・ワールブルク、物理学者（* 1846年）
- 8月1日 - 人見絹枝、陸上選手（* 1907年）
- 8月18日 - 九鬼隆一、官僚・政治家（* 1852年）
- 8月26日 - 濱口雄幸、大蔵官僚・第27代内閣総理大臣（* 1870年）
- 8月27日 - フランク・ハリス、作家・編集者（* 1856年）
- 9月2日 - 一戸兵衛、陸軍軍人（* 1855年）
- 9月3日 - フランツ・シャルク、指揮者（* 1863年）
- 9月18日 - ゲリ・ラウバル、アドルフ・ヒトラーの姪（* 1908年）
- 9月25日 - ウルリヒ・フォン・ヴィラモーヴィッツ＝メレンドルフ、文献学者（* 1848年）
- 9月30日 - 小宮山明敏、評論家（* 1902年）
- 10月1日 - 小堀鞆音、日本画家（* 1864年）
- 10月2日 - トーマス・リプトン、実業家・リプトン創業者（* 1848年）
- 10月2日 - ジョージ・ブラッドリー、メジャーリーガー（* 1852年）
- 10月3日 - カール・ニールセン、作曲家（* 1865年）
- 10月18日 - トーマス・エジソン、発明家 （* 1847年）
- 10月20日 - エマヌエル・モール、作曲家・ピアニスト・楽器発明家（* 1863年）
- 10月21日 - アルトゥル・シュニッツラー、小説家（* 1862年）
- 10月26日 - 山本滝之助、社会教育家（* 1873年）
- 10月26日 - チャールズ・コミスキー、メジャーリーガー（* 1859年）
- 11月6日 - ジャック・チェスブロ、メジャーリーグベースボール選手（* 1874年）
- 11月11日 - 渋沢栄一、実業家（* 1840年）
- 12月2日 - ヴァンサン・ダンディ、作曲家（* 1851年）
- 12月3日 - 尾竹越堂、日本画家（* 1868年）
- 12月3日 - 花井卓蔵、弁護士・貴族院議員（* 1868年）
- 12月3日 - フランク・キレン、メジャーリーガー（* 1870年）

## ノーベル賞
- 物理学賞 - 該当者なし
- 化学賞 - カール・ボッシュ（ドイツ）、フリードリッヒ・ベルギウス（ドイツ）
- 生理学・医学賞 - オットー・ワールブルク（ドイツ）
- 文学賞 - エリク・アクセル・カールフェルト（スウェーデン）
- 平和賞 - ジェーン・アダムズ（アメリカ）、ニコラス・バトラー（アメリカ）